# Moth Into Flame
 (décembre 2020).
Singles de Metallica
Hardwired (2015) Atlas, Rise! (2016)
Moth Into Flame est une chanson du groupe américain de heavy metal Metallica extraite de l'album Hardwired...to Self-Destruct.
Metallica a joué Moth Into Flame en collaboration avec Lady Gaga lors de la 59e cérémonie des Grammy Awards.

## Inspiration
La chanson est inspirée du film documentaire Amy qui retrace l'histoire d'Amy Winehouse.

## Personnel
- James Hetfield – guitare rythmique, chant
- Kirk Hammett – guitare solo
- Robert Trujillo – basse
- Lars Ulrich – batterie